# Serdar (rango)
Serdar (turco otomano: سردار; de la palabra persa: 'sardar', سردار; "comandante") era un rango o grado militar en el Imperio otomano y un rango nobiliario en Montenegro y Serbia. 

## Etimología
El término está compuesto por el prefijo ser que en persa significa "cabeza" y el sufijo dar que en árabe significa "patriota".

## Imperio otomano
En el Imperio otomano, serdar era un grado militar del comandante de los jenízaros de un distrito determinado, pero también un alto oficial, equiparable al rango de general, que era el comandante supremo del ejército, designado por el sultán, Los serdares servían especialmente en las fronteras del Imperio o en las tierras eslavas del sur, siendo responsables de la seguridad de esos territorios. Por ejemplo, el título lo llevaba Yakup Ağa, padre de los hermanos Barbarroja, Jeireddín y Aruj de Yenice.
El término Serdar-ı Ekrem o (Serdar-ı Azam) designaba al comandante en jefe con el rango más alto y, por lo tanto, a veces se refería al Gran visir del Imperio otomano. En el siglo XVIII, serdar, en el ejército otomano, se convirtió en sinónimo de general y el término fue reemplazado por Birinci Ferik.

## Serbia y Montenegro
El término serdar también se utilizó en el Principado de Montenegro y en el Principado de Serbia como un título no noble, honorífico, inferior al título de vojvoda. Los primeros serdares montenegrinos, como comandantes de unidades tribales, se remontan al siglo XVII y dos serdares montenegrinos, Sava Petrovic y Vuk Radonjic, están documentados a mediados de este siglo. A finales del siglo XVIII hay cinco serdarios montenegrinos.
A finales del siglo XIX, con el fortalecimiento de las instituciones militares y civiles del estado de Montenegro, serdar se convirtió en un título honorífico otorgado por el monarca Nicolás I de Montenegro.
Al final de la Primera Guerra Mundial, con el fin de la independencia del Reino de Montenegro, incorporado al nuevo Reino de Yugoslavia había seis serdares, entre ellos Janko Vukotić, general y antiguo primer ministro de Montenegro.

## Egipto
En Egipto, el título de serdar se usó en su variante lingüística de "sirdar" (árabe egipcio: سردار), que durante la ocupación británica, se asignaba al comandante en jefe británico del ejército egipcio a finales del siglo XIX y principios del XX. El sirdar residía en la Sirdaria, una propiedad de tres cuadras de largo en Zamalek que también era la sede de la inteligencia militar británica en Egipto.

## Nombre popular
Serdar es un nombre masculino muy común en Turquía y Turkmenistán.